# Queiriz
Queiriz es una freguesia portuguesa del concelho de Fornos de Algodres, con 10,99 km² de superficie y 293 habitantes (2001). Su densidad de población es de 26,7 hab/km².